# 北丹後地震

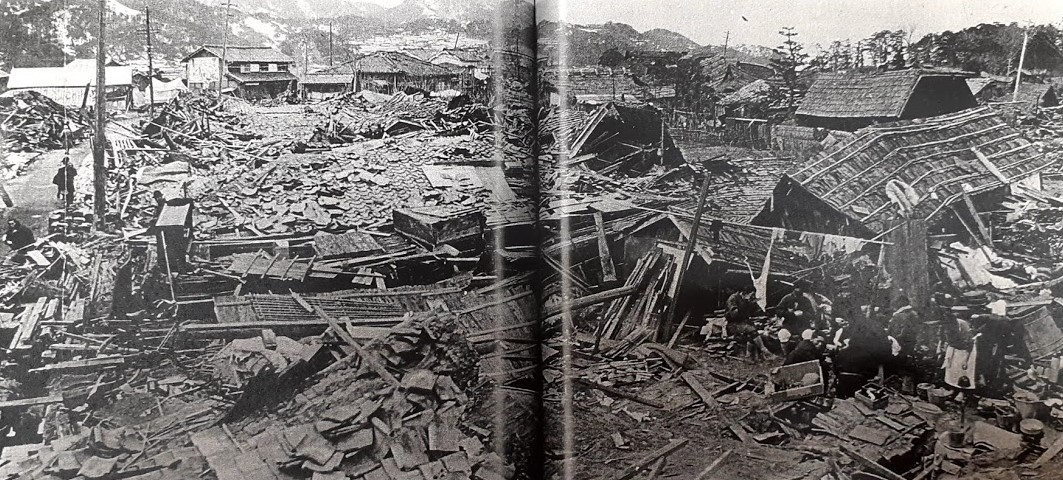
北丹後地震的損害

北丹後地震（丹後地震）是指1927年3月7日晚間6點27分發生在日本京都府丹後半島的1场強烈地震。該次地震震中位于35°30′N 135°12′E / 35.5°N 135.2°E，芮氏規模是7.0，震源深度是10公里，地震震度是6，造成了接近有3,000人罹難，有7,806人受傷。

## 罹難和受傷人數
- 罹難有2,925人[7]
- 受傷有7,806人

## 外部連結
- 北丹後地震（1927年） （页面存档备份，存于） - 時事ドットコム
- 北丹後地震 （页面存档备份，存于） - 災害カレンダー
- 北丹後地震 （页面存档备份，存于） - Kotobank